# Lancken-Granitz
Lancken-Granitz es un municipio situado en el distrito de Pomerania Occidental-Rügen, en el estado federado de Mecklemburgo-Pomerania Occidental (Alemania), a una altitud de 25 metros. Su población a finales de 2016 era de 400 habs. y su densidad poblacional, 30 hab/km².

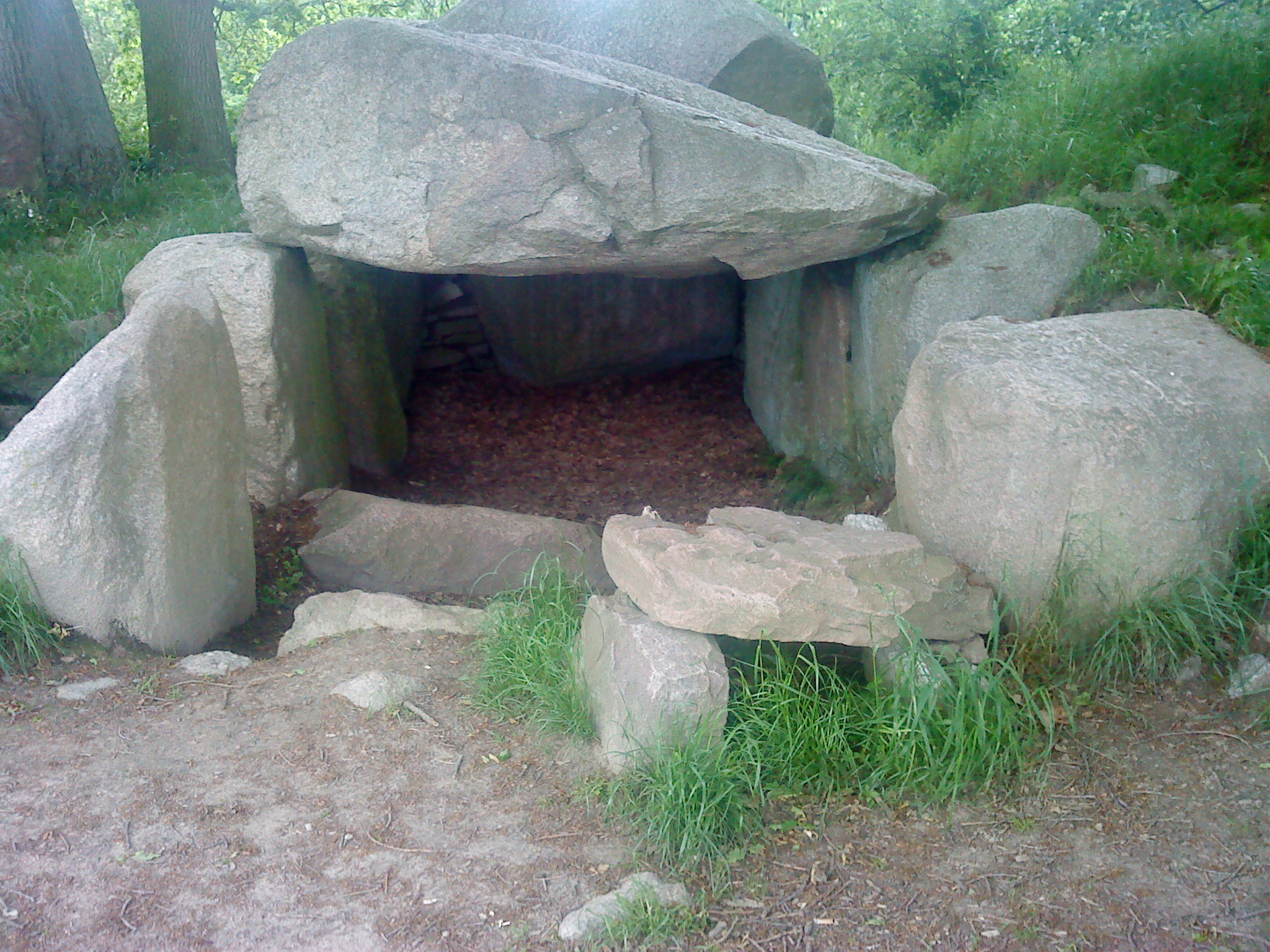
Uno de los dólmenes de Lancken-Granitz

Está ubicado al este de la isla de Rügen. Cerca de esta localidad se encuentra un grupo de siete dólmenes.